# Drogheda
Drogheda (en irlandès Droichead Átha) és una ciutat de la República d'Irlanda, situada al Comtat de Louth. Està situada a la desembocadura del riu Boyne i és un important port industrial. Darrerament s'està convertint en una ciutat dormitori de Dublín.

## Història
Drogheda fou fundada com a dues ciutats separades, Drogheda-in-Meath (amb carta municipal de 1194) i Drogheda-in-Oriel (o 'Uriel') al comtat de Louth. En 1412 les dues ciutats es van unir i Drogheda esdevingué un 'Comtat Corporatiu'. Fou una de les principals ciutats de The Pale. Va acollir diverses reunions del Parlament d'Irlanda, com la que va aprovar la Llei de Poyning (1494) i durant la Guerra de les Dues Roses hi fou executat el comte de Desmond (1488). Va patir diversos setges durant les Guerres Confederades d'Irlanda (1641 i 1649) i fou escenari de la batalla del Boyne el 1691.

## Personatges il·lustres
- Pierce Brosnan
- Drogheda United F.C.

## Agermanaments
- Bronte (Sicília)